# Municipio de Eden Valley
El municipio de Eden Valley (en inglés: Eden Valley Township) es un municipio ubicado en el condado de Renville en el estado estadounidense de Dakota del Norte. En el año 2010 tenía una población de 44 habitantes y una densidad poblacional de 0,39 personas por km².

## Geografía
El municipio de Eden Valley se encuentra ubicado en las coordenadas 48°56′43″N 101°33′2″O / 48.94528, -101.55056. Según la Oficina del Censo de los Estados Unidos, el municipio tiene una superficie total de 113.03 km², de la cual 112,66 km² corresponden a tierra firme y (0,33 %) 0,37 km² es agua.

## Demografía
Según el censo de 2010, había 44 personas residiendo en el municipio de Eden Valley. La densidad de población era de 0,39 hab./km². De los 44 habitantes, el municipio de Eden Valley estaba compuesto por el 100 % blancos. Del total de la población el 0 % eran hispanos o latinos de cualquier raza.